# Deming (Nowy Meksyk)
Deming – miasto w Stanach Zjednoczonych, w stanie Nowy Meksyk, siedziba administracyjna hrabstwa Luna.